# Pilar Castillejo i Medina
Pilar Castillejo i Medina (Ripollet, 1969) és una física i política catalana.
Es va llicenciar en Ciències Físiques a la UAB i es va dedicar durant un temps a la docència i a la recerca. Però principalment ha centrat la seva trajectòria laboral en la informàtica, tant en el sector públic com en el privat. Va entrar com a regidora en les eleccions de 1999 per COP-Compromís per Ripollet. Va ser triada regidora l'any 2015 dins la candidatura Decidim Ripollet, i ho ha estat des de llavors interrompudament. Ha militat a més, a l'Assemblea d'Unitat Popular, en l'àrea d'internacional. Des de les eleccions municipals de 2015, és primera tinenta d'alcaldia de l'Ajuntament de Ripollet. Des de COP-Compromís per Ripollet, va treballar per la integració de les Candidatures Alternatives del Vallès dins de la CUP.
De cara a les eleccions al Parlament de Catalunya de 2015, va ocupar el desè lloc de la llista de la CUP-CC per la circumscripció de Barcelona. No va ser elegida diputada al Parlament, però, arran de la dimissió d'Antonio Baños, es va postular com a substituta. El mes d'octubre següent va deixar l'escó seguint les polítiques de partit.